# Alfred Eugen Hackländer
Alfred Eugen Hackländer (* 17. Februar 1913 in Solingen; † 4. März 1964 ebenda) war ein deutscher Malermeister und Kunstmaler.

## Leben
Alfred E. Hackländer wurde als Sohn des Reiders Emil Hackländer und seiner Frau Ida geb. Birk in Solingen am I. Ostwall 17 geboren. Schon im Alter von 12 Jahren begann er zu malen. 1927 bis 1930 absolvierte er eine Lehre als Zimmermaler. 1937 legte er seine Meisterprüfung ab und ließ sich in Solingen als selbstständiger Malermeister nieder. Er erhielt Unterricht durch Paul Woenne, ebenso wie die Künstler Carl Pott, Olga Blumberg, Willy Schürmann, Lis Ketterer und Willy Deutzmann.
Am 15. April 1934 heiratete er Grete Bodet (* 2. Oktober 1905; † 21. November 1980), mit der er 2 Söhne hatte.
Seit den 30er Jahren fertigte er Zeichnungen, Aquarelle und handwerklich perfekte Ölgemälde (zumeist auf Holzplatten) an, meist Landschaften, Stadtmotive und Straßenszenen aus Solingen, Stillleben und Porträts. Am bekanntesten sind aber wohl seine witzigen Federzeichnungen im 1949 erschienen Büchlein „Solijer“, das in Solinger Mundart erschien. Außerdem hat er einige Geschäftshäuser und Gaststätten mit großformatigen Bildern ausgemalt. Leider sind diese Werke im Lauf der Zeit alle verloren gegangen, da die Häuser abgerissen wurden oder die Bilder übermalt.
1986 hat das Kunstmuseum Solingen Bilder von ihm ausgestellt.
2013 gab es im Deutschen Historischen Museum Berlin die Ausstellung „Atelier der Geschichte“ mit dem Bild „Flüchtlingsgruppe im Winter 1944/45“, das er 1946 gemalt hatte. Das Begleitbuch zu dieser Ausstellung ist im Sandstein-Verlag erschienen.
2014 gab es in der Galerie HonoArt in Solingen eine Ausstellung nur mit seinen Bildern.

## Werke u.a.
- "Solijer[1]", Erzählungen in Solinger Mundart mit Federzeichnungen von Alfred Hackländer, 1949
- CD-Hülle[2] Martin Rummel/Roland Krüger
- CD-Hülle[3] Martin Rummel/Eric Lamb/Stefan Stroissnig